# Brannenburg
Brannenburg är en kommun och ort i Landkreis Rosenheim i Regierungsbezirk Oberbayern i förbundslandet Bayern i Tyskland.